# Босела
Босела (груз. ბოსელა) — село в Грузии, на территории Тержольского муниципалитета края (мхаре) Имеретия.

## География
Село находится в западной части Грузии, в верховьях реки Хаучи (правый приток Чхары), на расстоянии приблизительно 4 километров (по прямой) к северо-западу от города Тержола, административного центра муниципалитета. Абсолютная высота — 243 метра над уровнем моря.

## Население
По результатам официальной переписи населения 2014 года, в Боселе проживало 178 человек (92 мужчины и 86 женщин). В национальной структуре населения грузины составляли 100 %.
| Год  | Население, человек |
| ---- | ------------------ |
| 2002 | 884                |
| 2014 | ↘ 178              |